# Orville Nix
Orville Orhel Nix (16 de abril de 1911 - 17 de enero de 1972) fue un testigo del asesinato de John F. Kennedy en Dallas (Texas), el 22 de noviembre de 1963. La película que grabó en aquel acontecimiento ha sido objeto de investigaciones exhaustivas destinadas a esclarecer las circunstancias de la muerte del presidente.

## Circunstancias y declaraciones
Nix trabajaba como técnico de equipos de aire acondicionado para la Administración General de Servicios en el antiguo edificio de Terminal Annex del extremo sur de la Plaza Dealey. El día del atentado grabó con su cámara de 8mm la llegada y el paso de la comitiva presidencial; primero desde el cruce s-o de la Main con Houston Street, después desde el lado sur de Main Street, a unos 15 metros de Houston, y finalmente desde otra posición unos 15 metros más allá. Su metraje se compone por tanto de tres escenas: La llegada de la limusina a la plaza, el momento del último disparo frente al montículo de hierba, y el pánico y la confusión desatados tras el atentado.
La película de Nix apareció gracias a un anuncio que el FBI publicó, solicitando a los laboratorios de procesado fotográfico de Dallas que les proporcionasen cualquier información relacionada con el día del asesinato del presidente. Cuando Nix fue informado por su revelador, envió la película a la oficina del FBI en Dallas, el 1 de diciembre de 1963. La película le fue devuelta tres días después.
United Press International compró los derechos de la película por 5.000 dólares el 6 de diciembre de 1963. Con la película en propiedad, UPI distribuyó al día siguiente grandes ampliaciones de las imágenes de Nix entre sus suscriptores. El original fue analizado por la HSCA en 1978. Cuando el contrato de derechos rescindió en 1992, la UPI devolvió todas las copias realizadas a la familia Nix. En el año 2000, la familia concedió los derechos de copyright a la Fundación Histórica del condado de Dallas, aunque la película original había desaparecido. 
Nix fue entrevistado en 1966 por el investigador Mark Lane, quien por aquel entonces realizaba su documental "Rush to Judgement". Le dijo a Lane que en el momento del asesinato pensó que los disparos que mataron a Kennedy venían de detrás de la valla del promontorio, aunque más adelante quedó convencido de que procedían del depósito de libros de la Plaza Dealey. También fue entrevistado en CBS News en 1967 en ocasión de un documental sobre el asesinato de Kennedy.